# Aglaomyia zhejiangensis
Aglaomyia zhejiangensis är en tvåvingeart som beskrevs av Wu 1995. Aglaomyia zhejiangensis ingår i släktet Aglaomyia och familjen svampmyggor.
Artens utbredningsområde är Zhejiang (Kina). Inga underarter finns listade i Catalogue of Life.